# Jola-Kasa jezik
Jola-Kasa jezik (bacuki, casa, diola-kasa, jóola-kaasa, jóola-kasa; ISO 639-3: csk), jedan od deset jola jezika, šire skupine bak, kojim govori 45 100 ljudi (2007) u senegalskom departmanu Oussouye. Dva njihova sela Hitou i Niamoun nalaze se sjeverno od rijeke Casamance.
Srodan je jeziku jola-fonyi [dyo]. Postoji nekoliko dijalekata: ayun, esulalu (esuulaalur, oussouye, mlomp south), fluvial, huluf, selek, bliss (niomoun). Pismo: latinica.
Jedini je predstavnik istoimene podskupine jola-kasa [jolk].

## Vanjske poveznice
- Ethnologue (14th)
- Ethnologue (15th)
- The Jola-Kasa Language